# Oedura gemmata
Espèce
Oedura gemmata est une espèce de gecko de la famille des Diplodactylidae.

## Répartition
Cette espèce est endémique du Nord du Territoire du Nord. 

## Publication originale
- King & Gow, 1983 : A new species of Oedura (Gekkonidae: Reptilia) from the Alligator Rivers region of northern Australia. Copeia, vol. 1983, n. 2, p. 445-449.